# Agonopterix leucadensis
Agonopterix leucadensis is een vlinder uit de familie grasmineermotten (Elachistidae). De wetenschappelijke naam is voor het eerst geldig gepubliceerd in 1932 door Rebel.
De soort komt voor in Europa.